# Acontia cacola
Acontia cacola là một loài bướm đêm trong họ Noctuidae.